# Productions de J Dilla
 (mai 2020).
Si vous disposez d'ouvrages ou d'articles de référence ou si vous connaissez des sites web de qualité traitant du thème abordé ici, merci de compléter l'article en donnant les références utiles à sa vérifiabilité et en les liant à la section « Notes et références ».
Cet article présente la liste des productions musicales réalisées par J Dilla.

## 1994
- Da Enna C : Throw Ya Hands In Da Air
  - NOW

## 1995
- The Pharcyde : Labcabincalifornia
  - Runnin'
  - Bullshit
  - Splatittorium
  - Somethin' That Means Somethin'
  - Drop
  - Y?

- Little Indian : One Little Indian

- Poe : Fingertips
  - Hello

- 1st Down : A Day wit the Homiez

## 1996
- A Tribe Called Quest : Beats, Rhymes and Life
  - 1nce Again
  - Get a Hold
  - Keeping It Moving
  - Stressed Out
  - Word Play

- Busta Rhymes : The Coming
  - Keep It Movin'
  - Still Shinin'

- Busta Rhymes : Woo Hah!! Got You All in Check
  - Woo-Hah!! (The Jay-Dee Bounce Remix)
  - Woo-Hah!! (The Jay-Dee Other Shit Remix)

- Busta Rhymes : It's a Party
  - It's a Party (Ummah Remix)
  - Ill Vibe (Ummah Remix)

- De La Soul : Stakes Is High
  - Stakes Is High

- De La Soul : Itzsoweezee (HOT)
  - Stakes Is High (Remix)

- 5 Elementz : The Album Time Forgot
  - Whutchawant
  - Feed Back
  - Rockshows
  - Party Groove
  - Janet Jacme
  - E.G.O.
  - Don't Stop
  - Searchin'

- Mad Skillz : From Where???
  - It's Goin' Down
  - The Jam

- Keith Murray : Enigma
  - Dangerous Ground
  - Rhyme Remix

- Keith Murray : The Rhyme
  - The Rhyme (Slum Village Street Mix)

- Natives of da Underground : Whatcha Gonna Do For Me
  - Pack da Hous
  - Brothas Juss Don't Know

- The Notorious B.I.G. : Modern Day Gangstas (featuring Busta Rhymes et Labba)

- The Pharcyde : Drop
  - Runnin' (Jay Dee Remix)

- The Pharcyde : Runnin'
  - Runnin' (Jay Dee Extended Mix)
  - Runnin' (Smooth Mix)

- The Pharcyde : She Said
  - She Said (Remix)

- Slum Village : Fan-Tas-Tic (Vol. 1)

- Compilation artistes divers : Detroit Hip Hop Volume 1
  - Da Science (Proof)

- Compilation artistes divers : NFL Jams
  - When the Cheering Stops (AZ, Ray Buchanan, Scott Galbraith et Zhané)
  - Game Day (Phife Dawg et Rodney Hampton)

## 1997
- T Da Pimp : Why You Lookin' Hard?/You Knowwe Rockit!!!

- A Tribe Called Quest : Jam EP
  - Get A Hold
  - Mardi Gras at Midnight

- Busta Rhymes : When Disaster Strikes
  - So Hardcore

- Janet Jackson : Got 'Til It's Gone (Ummah's Uptown Saturday Night Mix)/Got 'Til It's Gone (Ummah Jay Dee Revenge Mix)

## 1998
- A Tribe Called Quest : The Love Movement
  - 4 Moms
  - Against the World
  - Busta's Lament
  - Da Booty
  - Find a Way
  - His Name Is Mutty Ranks
  - Start It Up
  - Steppin' It Up

## 1999
- Q-Tip : Amplified
  - Wait Up
  - Higher
  - Moving with U
  - Breathe & Stop
  - Let's Ride
  - Things U Do
  - All In
  - Go Hard
  - Virvant Thing
  - End of Time
  - Do It, Be It, See It

- The Roots : Things Fall Apart
  - Dynamite

## 2000
- Busta Rhymes : Anarchy
  - Enjoy Da Ride
  - Live It Up
  - Show Me What You Got

- Common : Like Water for Chocolate
  - Time Travelin' (A Tribute to Fela)
  - Heat
  - Dooinit
  - The Light
  - Funky for You
  - The Questions
  - Time Travelin' Reprise
  - A Film Called (Pimp)
- Nag Champa (Afrodisiac for the World)
  - Thelonius
  - Payback Is a Grandmother

- De La Soul : Art Official Intelligence: Mosaic Thump
  - Thru Ya City

- Erykah Badu : Mama's Gun
  - Cleva
  - My Life
  - Didn't Cha Know
  - Kiss Me On My Neck

## 2001
- Busta Rhymes : Genesis
  - Genesis
  - Make It Hurt

- Chino XL : I Told You So
  - Don't Say a Word

- De La Soul : AOI: Bionix
  - Peer Pressure

- Lucy Pearl : Without You (Remix)

- Bahamadia : BB Queen
  - One-4-Teen (Funky For You) (Jay Dee's remix)

## 2002
- Busta Rhymes : It Ain't Safe No More
  - It Ain't Safe No More
  - What Up
  - Turn Me Up Some

- Common : Electric Circus
  - Soul Power
  - Aquarius
  - Electric Wire Hustler Flower
  - New Wave
  - Star *69 (PS With Love)
  - Between Me, You & Liberation
  - I Am Music

- Frank-N-Dank : Push

- Phat Kat : Dedication to the Suckers

- Slum Village : Trinity (Past, Present and Future)
  - Hoes
  - Let's
  - One

- Talib Kweli : Quality
  - Where Do We Go?
  - Stand to the Side

## 2003
- ASD : Komm Schon
  - Wer Hätte Das Gedacht?

- ASD : Wenn Ihr Fühlt...
  - Hey Du

- Common : Come Close Remix (Closer)

- Daft Punk : Daft Club
  - Aerodynamic (Slum Village Remix)

- De La Soul : Shoomp / Much More

- Frank-N-Dank : Ma Dukes

- Frank-N-Dank : 48 Hrs

- Jay Dee : Ruff Draft

- Jay Dee : Vol. 2: Vintage

- Jaylib : Champion Sound
  - L.A. to Detroit
  - Nowadayz
  - The Red
  - Raw Shit
  - The Heist
  - React
  - Strip Club
  - The Exclusive
  - Starz
  - Raw Addict
  - Pills

- Jaylib : Raw Addict

- Royce da 5'9" : Build and Destroy
  - Life Goes On

- Subtitle : Greatest Hit$$
  - Mark Luv Mixtape Song

- T-Love : Long Way Back
  - When You're Older (Ode to the Pickaninny)
  - Who Smoked Sunshine?
  - Long Way Back
  - Chiquita

- Vivian Green : Fanatic
  - Fanatic (Jay Dee Mix)

## 2004
- Amp Fiddler : Waltz of a Ghetto Fly
  - Intro
  - You Play Me
  - Waltz of a Ghetto Fly

- Brother Jack McDuff : Blue Note Revisited
  - Oblighetto (J Dilla Remix)

- De La Soul : The Grind Date
  - Verbal Clap
  - Much More
  - Shoomp

- Proof : I Miss the Hip Hop Shop
  - Bring It 2 Me

- Slum Village : Detroit Deli (A Taste of Detroit)
  - Do You

- T Love : Long Way Back
  - When You're Older (Ode to the Pickaninny)
  - Who Smoked Sunshine?
  - Long Way Back (featuring Dwele)
  - Chiquita

## 2005
- Common: Be
  - Love Is...
  - It's Your World (Part 1 & 2)

- Lawless Element : Soundvision: In Stereo
  - The Shining

- M.E.D. : Push Comes to Shove
  - Push
  - So Real

- Moka Only : The Desired Effect
  - One Time

- Slum Village : Prequel to a Classic
  - Who Are We?

- Steve Spacek : Space Shift
  - Dollar

## 2006
- Ghostface Killah : Fishscale
  - Beauty Jackson
  - Whip You with a Strap

- Busta Rhymes : The Big Bang
  - You Can't Hold a Torch

- The Roots : Game Theory
  - Can't Stop This

- A.G. : Get Dirty Radio
  - Hip Hop Quoteable

- The Visionaries : We Are The Ones (We've Been Waiting For)
  - All Right

- Oh No : Turn That Shit Up Mixtape
  - Move
  - Loudah
  - Pandemonium

## 2007
- Busta Rhymes & Mick Boogie : Dillagence

- Common : Finding Forever
  - So Far to Go

- Chaundon : Ambitions as a Writer
  - Strap
  - Fuck Ya Damn Beats

- Ghostface Killah : Hidden Darts: Special Edition
  - Murda Goons

- Guilty Simpson : Stray Bullets
  - La La
  - Man's World

- Illa J : Illaj EP
  - Me & My Brother

- Phat Kat : Carte Blanche
  - Nasty
  - My Old Label
  - Cold Steel
  - Game Time
  - Don't Nobody Care About Us

## 2008
- Akrobatik : Absolute Value
  - Put Ya Stamp on It

- Big Pooh : Rapper's Delight
  - Respect It
  - Plastic Cups

- DillaGhostDoom : Sniperlite
  - Sniper Elite
  - Murda Goons
  - Sniperlite (Bonus Mix)

- Guilty Simpson : Ode to the Ghetto
  - I Must Love You

- Illa J : Yancey Boys

- Q-Tip : The Renaissance
  - Move
  - Feva

- Royce da 5'9" : Lost and Found
  - Snatchies

## 2009
- Dynas : The Apartment
  - The Apartment

- Finale : A Pipe Dream and a Promise
  - Heat

- Guilty Simpson : Stress

- Mos Def : The Ecstatic
  - History

- MF DOOM : Born Like This
  - Gazillion Ear
  - Lightworks

- Raekwon : Only Built 4 Cuban Linx... Pt. II
  - House of Flying Daggers
  - Ason Jones
  - 10 Bricks

- Skyzoo : The Power of Words
  - Alphabet Soup

## 2010
- Erykah Badu : New Amerykah Part Two (Return of the Ankh)
  - Love

- Slum Village : Villa Manifesto
  - Lock it Down
  - 2000 Beyond
  - We'll Show You

- Bishop Lamont : Get'Em Girl (featuring Talib Kweli)

## 2013
- Bishop Nehru : Nehruvia
  - SweetLips
  - Welcome (featuring Que Hampton)

- Talib Kweli : Gravitas
  - Colors of You (featuring Mike Posner)

## 2014
- Nas : 
  - The Season